# Frazer Nash
Frazer Nash je nekdanje britanska tovarna in moštvo Formule 1, ki ga je ustanovil Archibald Frazer-Nash in je v prvenstvu sodelovalo v sezoni 1952. Moštvo je nastopilo na štirih dirkah, dirkača sta bila Tony Crook in Ken Wharton, ki je s četrtim mestom na Veliki nagradi Švice dosegel edini moštveno uvrstitev v točke.

## Rezultati Svetovnega prvenstva Formule 1
(legenda)
| Leto | Šasija                           | Motor              | Gume | Dirkača     | 1   | 2   | 3   | 4   | 5  | 6   | 7   | 8   |
| ---- | -------------------------------- | ------------------ | ---- | ----------- | --- | --- | --- | --- | -- | --- | --- | --- |
| 1952 | Frazer-Nash FN48 Frazer-Nash 421 | Bristol Straight-6 | D    |             | ŠVI | 500 | BEL | FRA | VB | NEM | NIZ | ITA |
| 1952 | Frazer-Nash FN48 Frazer-Nash 421 | Bristol Straight-6 | D    | Ken Wharton | 4   |     | Ret |     |    |     | Ret |     |
| 1952 | Frazer-Nash FN48 Frazer-Nash 421 | Bristol Straight-6 | D    | Tony Crook  |     |     |     |     | 21 |     |     |     |